# Risoba grisea
Risoba grisea är en fjärilsart som beskrevs av George Thomas Bethune-Baker 1906. Risoba grisea ingår i släktet Risoba och familjen trågspinnare. Inga underarter finns listade.